# Слобозія (Стоєнешть, Арджеш)
Слобозія (рум. Slobozia) — село у повіті Арджеш в Румунії. Входить до складу комуни Стоєнешть.
Село розташоване на відстані 117 км на північний захід від Бухареста, 52 км на північний схід від Пітешть, 54 км на південний захід від Брашова.

## Населення
За даними перепису населення 2002 року у селі проживали 539 осіб, усі — румуни. Усі жителі села рідною мовою назвали румунську.